# Más allá de la vida (película)
Más allá de la vida (Hereafter, en su versión original) es una película de género drama-fantasía (2010) dirigida por Clint Eastwood. Narra tres historias paralelas acerca de tres personas afectadas de diferentes formas por la muerte: George, que tiene la habilidad de comunicarse con los muertos,  Marie, que sobrevive a un tsunami, y Marcus, un niño que pierde a Jason, su hermano gemelo.

## Argumento
George Lonegan (Matt Damon) es un para-psicólogo muy reservado que cree tener una maldición; Marie (Cécile de France) ha vivido una experiencia cercana a la muerte; y Marcus, es hijo de una drogadicta británica, que pierde a su hermano gemelo. La historia de estos tres personajes se va narrando a lo largo de la película hasta establecer una conexión entre ellos. 
George es un trabajador manual estadounidense que tiene una conexión única con los muertos. Tiene su propia página web e incluso se han escrito libros sobre él, pero cree que es una maldición muy difícil de sobrellevar. Marie es una periodista francesa que estuvo a punto de perecer en el tsunami que asoló el sur de Asia a finales de 2004, y Marcus (George McLaren / Frankie McLaren) busca desesperadamente alguien que le ayude a comunicarse con su hermano Jason por última vez.
George, en una clase de cocina, cree encontrar el amor con Melanie (Bryce Dallas Howard), pero al final de la película se da cuenta de quién es realmente la persona que él quiere en su vida. 

## Reparto
- Matt Damon, George Lonegan
- Cécile de France, Marie LeLay
- Bryce Dallas Howard, Melanie
- Thierry Neuvic, Didier
- Cyndi Mayo Davis, Recepcionista del hotel
- Lisa Griffiths, Stall Owner
- Jessica Griffiths, Chica de la isla
- Ferguson Reid, Rescatador
- Derek Sakakura, Rescatador
- Jay Mohr, Billy
- Richard Kind, Christos
- Charlie Creed-Miles, Fotógrafo
- Frankie McLaren, Marcus / Jason
- George McLaren, Marcus / Jason
- Lyndsey Marshal, Jackie
- Rebekah Staton, Asistente social
- El actor Derek Jacobi hace una pequeña intervención durante la London Book Fair, leyendo la obra de Charles Dickens La pequeña Dorrit.